# Marie Clap’ Sabots

Marie Clap’ Sabots est une émission radiophonique de la chaîne publique francophone belge RTBf qui a été diffusée de mai 1975 jusqu'en octobre 1982.

## Histoire
L'idée naîtra de deux émissions de radio successives produites et présentées sur "Radio Deux" (seconde radio de la Radio-télévision belge de la Communauté française) par Bernard Gillain, et s'attachant aux réalités régionales de la Wallonie. Villages d'hier, aujourd'hui en 1971, et Wallodrome dès 1972.
Lancée en mai 1975 par Bernard Gillain, Jean-Louis Sbille, Christiane Gillain, Louis Spagna, Lucette Simon et l'équipe technique de la RTBf, Marie Clap’ Sabots remplace l'émission Wallodrome (qui était moins musicale). Elle est diffusée durant sept ans sur la principale chaîne radio de la RTBf, chaque dimanche après-midi. Son temps d'antenne était de quatre heures à partir de 1977.
Après son interruption en 1982, l'esprit et la programmation en seront prolongés quelques années par les émissions qui la remplacent : Le merle moqueur en 1983, et Le radioteur en 1984, toutes deux animées par Bernard Gillain.

## Style
Émission avant tout musicale, Marie Clap’ Sabots sillonne la Wallonie à la recherche du folklore vivant et des festivités populaires et s'inscrit dans une époque où le régionalisme, le retour au terroir et la mode Folk émergent,.

## Le Temps des cerises
Le festival musical Le Temps des cerises, qui se déroulait à l'abbaye de Floreffe, est un festival de musique folklorique qui a connu trois éditions, en 1976, 1977 et 1979, et qui a vu le jour grâce à la popularité de l'émission et au soutien actif de la radio publique. Deux des principaux organisateurs, Bernard Gillain et Jean-Louis Sbille, étaient aussi producteurs de l'émission.

## Livre
Le livre Le Voyage en Wallon, édité en 1981 chez Labor-Nathan, écrit par Julos Beaucarne, Bernard Gillain, André Bialek, Jean-Pierre Otte, Christiane Gillain et Philippe Ruelle, raconte plusieurs épisodes de l'émission. Douze cassettes audio (support sonore populaire à l'époque) complètent l'ouvrage.